# Bilateria
De Bilateria vormen een grote groep van orgaandieren, waaronder bijna alle diergroepen vallen, zoals wormen, weekdieren, geleedpotigen en chordadieren. Bilateria zijn een monofyletische groep, wat inhoudt dat alle vertegenwoordigers afstammen van dezelfde gemeenschappelijke voorouder. De bekendste groepen dieren die niet tot de Bilateria behoren zijn de sponzen, neteldieren, ribkwallen en plakdiertjes.
Bilateria zijn, in ieder geval in aanleg, tweezijdig symmetrisch: het lichaam heeft een duidelijke rechter- en linkerkant.  Een uitzondering hierop zijn dieren die een sessiele of weinig beweeglijke levenswijze hebben aangenomen, zoals de stekelhuidigen of mosdiertjes. De larven van deze dieren zijn echter wel tweezijdig symmetrisch. De lichamen van de Bilateria ontwikkelen zich uit drie kiembladen: het endoderm, mesoderm en het ectoderm. Om deze reden worden deze dieren ook wel triplobasten genoemd. 
De Bilateria hebben op enkele primitieve uitzonderingen na een volledig darmkanaal en een concentratie van zenuwweefsel in de kop (cefalisatie). De meeste Bilateria hebben ook een coeloom (lichaamsholte) die in het mesoderm ligt, de overigen hebben een pseudocoeloom, bijvoorbeeld de raderdieren en de rondwormen. Een enkel fylum, de platwormen, hebben geen lichaamsholte en staan bekend als acoelomaat. Het ontbreken van een lichaamsholte blijkt bij deze groepen echter een secundaire ontwikkeling te zijn.

## Bouwplan
De vroegste vertegenwoordigers van de Bilateria waren wormachtige organismen. Het lichaam van Bilateria kan worden voorgesteld als een cilinder met een centraal darmkanaal tussen twee openingen, de mond en de anus. Rond het darmkanaal bevindt zich een inwendige lichaamsholte, het coeloom. Vrijwel alle Bilateria zijn tweezijdig symmetrisch (ze hebben een duidelijk te onderscheiden linker- en rechterkant). Van deze eigenschap ontleent de groep zijn naam: bis, twee keer, en latus, zijde.
Het bouwplan van Bilateria is verder te verdelen in de kopzijde (rostraal) en staartzijde (caudaal), evenals een buikzijde (ventraal) en rugzijde (dorsaal). Het hebben van een voorkant betekent dat dit deel van het lichaam in aanraking komt met prikkels, zoals voedsel, wat cefalisatie bevordert: de ontwikkeling van een hoofd met zintuigen en een gespecialiseerde mond. Sommige groepen Bilateria hebben in de evolutie hun tweezijdige symmetrie verloren, zoals zeesterren.

### Fossielenbestand
De vroegste aanwijzingen voor het bestaan van Bilateria zijn eenvoudige spoorfossielen uit het Ediacarium. Het eerste echte fossiel van Bilateria is Kimberella, dat dateert uit het late Precambrium, ongeveer 550 miljoen jaar geleden. Vroegere fossielen, zoals Vernanimalcula, zijn aanvechtbaar maar niet uitgesloten. Holen die vermoedelijk gegraven zijn door voorouderlijke Bilateria zijn naar schatting zo'n 585 miljoen jaar oud.

## Fylogenie en indeling
De Bilateria worden traditioneel opgedeeld in twee hoofdlijnen, de Protostomia en de Deuterostomia. De Deuterostomia omvat de stekelhuidigen, de hemichordata, de chordata en enkele kleinere fyla. De overige stammen behoren tot de Protostomia, dat zijn onder meer de geleedpotigen, ringwormen, platwormen en weekdieren. Tussen beide groepen bestaan een aantal verschillen. De belangrijkste daarvan is dat bij de Protostomia de eerste opening in de embryo de mond wordt, en bij de Deuterostomia wordt de eerste opening de anus. In de moderne taxonomie worden binnen de Protostomia twee superfyla erkend: de Ecdysozoa en Spiralia.
| Stamboom van het dierenrijk - Rijk Animalia (dieren) - Onderrijk Parazoa (sponsachtigen) - Onderrijk: Eumetazoa (orgaandieren) - Radiata (dieren met een radiale symmetrie) - Stam Cnidaria (neteldieren) - Stam Ctenophora (ribkwallen) - Bilateria - Stam Xenacoelomorpha - Onderstam Acoelomorpha - Onderstam Xenoturbellida - Nephrozoa - Protostomia - Chaetognatha (pijlwormen) - - Ecdysozoa (o.a. geleedpotigen en rondwormen) - Lophotrochozoa - Deuterostomia - Ambulacraria - Stam Hemichordata (kraagdragers) - Stam Echinodermata (stekelhuidigen) - Stam Chordata (chordadieren) - Onderstam Cephalochordata (schedellozen of lancetvisjes) - Onderstam Tunicata (manteldieren) - Onderstam Vertebrata (gewervelden) |